# Alex Beever
Alexandra „Alex“ Helen Beever (* 5. September 1973 in Oxford) ist eine ehemalige britische Ruderin. Sie war 1997 Weltmeisterin im Vierer ohne Steuerfrau und Weltmeisterschaftsdritte im Achter.

## Sportliche Karriere
Alex Beever begann 1989 mit dem Rudersport. Die 1,82 m große Ruderin vom Leander Club ruderte 1997 erstmals bei Weltmeisterschaften. Bei den Weltmeisterschaften 1997 auf dem Lac d’Aiguebelette trat der britische Vierer in der Besetzung Alex Beever, Lisa Eyre, Elizabeth Henshilwood und Sue Walker an. Die Crew gewann den Titel mit 0,83 Sekunden Vorsprung vor den Rumäninnen. Die vier Ruderinnen gehörten auch zum britischen Achter, der hinter den Rumäninnen und den Kanadierinnen die Bronzemedaille erkämpfte. 1998 trat Beever im Weltcup ebenfalls in beiden Bootsklassen an. Bei den Weltmeisterschaften in Köln startete sie nur im Achter, der den achten Platz belegte. 
Bei den Weltmeisterschaften in St. Catharines qualifizierte sich der britische Achter mit dem vierten Platz für die Olympischen Spiele 2000. Bei der Olympischen Regatta in Sydney belegte der Achter den siebten Platz. 2001 erreichte der britische Achter das A-Finale und belegte den sechsten Platz. Nach einem Jahr Pause trat Beever 2003 im Einer an, bei den Weltmeisterschaften in Mailand belegten sie den zehnten Platz.